# Talleres Alegría
Die Talleres Alegría, S.A. ist ein spanischer Hersteller von Materialien für Bahnen mit Sitz in Llanera (Asturien).

## Geschichte
Talleres Alegría wurde im Jahr 1900 als Schlosserei gegründet, um Geschäfte für die umliegenden Industrien wie Hafen und Werften, Bergbaubahnen und Konservenfabriken zu tätigen. Im Laufe der Zeit konzentrierte und spezialisierte es sich auf die Eisenbahnindustrie, reparierte Güterwagen und montierte Weichen.
1973 wird das Unternehmen zur Aktiengesellschaft, bleibt aber Familienunternehmen im Besitz der Nachkommen des Gründers. 1989 verlegt Talleres Alegría seinen Hauptsitz auf ein 40.000 m² großes Grundstück im Industriegebiet von Silvota, 25 km vom Hafen von Gijón entfernt und an das spanische Eisenbahnnetz angeschlossen.
2018 übernahm Talleres Alegría die Mehrheit an Duro Felguera Rail (heute Mieres Rail).

## Struktur
Neben dem Hauptstandort in Llanera bestehen noch Standorte in Aboño und in Gijón. Tochterunternehmen sind Railforja Asturiana in Gijón, Ferrovías Astur in Llanera und Invatra Alcazar in Alcázar de San Juan.

## Produkte
- Weichen
- Kreuzungen
- Güterwagen
- Eisenbahn-Draisine